# Brad Gemeinhardt
Brad Gemeinhardt ist ein US-amerikanischer Hornist und Musikpädagoge.
Gemeinhardt studierte bei dem Hornisten Jerome Ashby an der Juilliard School mit Abschluss als Bachelor of Music und setzte seine Ausbildung bei Bruce Henniss und Julie Schleif an der Interlochen Arts Academy fort. Er unterrichtet an der Columbia University, am Pre-College der Juilliard School und an der Temple University und ist Fellow des Interlochen Arts Camp.
Seit 2009 ist Gemeinhardt Dritter Hornist im Orchester der Metropolitan Opera. Daneben war er als Gast Erster Hornist des Chicago Symphony Orchestra und des New York Philharmonic Orchestra, trat mit dem San Francisco Symphony Orchestra, dem Orpheus Chamber Orchestra, dem American Symphony Orchestra und dem Orchestra of St. Luke’s auf und wirkte als Erster Hornist am Soundtrack mehrerer Filme (u. a. Noah, Tower Heist, Collateral Beauty, True Grit, The Bounty Hunter, The Producers) mit.